# 未解決的生物學問題
以下列出了一些目前在生物學領域中未解決的問題。詳細內容和來源請閱讀個別文章的介紹：

## 問題
| 適應           | 對於適應的發生，目前沒有完整的理論模型。進化的數學模型（如：群體遺傳學）基於現存基因的相對適應度（Relative Fitness），描述天擇如何影響基因的變異頻率。然而，僅有少數的理論將表型也納入考量。 |
| 生物鹼         | 生物鹼在有機體內的功能仍是未知的。 |
| 節肢動物的頭   | 節肢動物的頭的組成與演化，兩者間的關係在動物學上有著長期的爭議。 |
| 姥鯊           | 這種魚的卵巢只有右側有實際功能，其原因不明。 |
| 生物衰老       | 有許關於衰老發生的假說，如：基因內建的機制、或者生物過程（Biological processes）所累積的損傷。                                                                                               |
| 藍鯨           | 沒有足夠關於藍鯨繁殖的資料。 |
| 植物學/植物    | 花朵和花開確切的進化史為何? |
| 蝶遷徙         | 遍布加拿大和美國的帝王蝶為何在數代的遷移後，仍回到特定的數個地點過冬。 |
| 寒武紀大爆發   | 約寒武紀初，多細胞動物發生的明顯多樣化，幾乎所有現代動物的門在此時出現，這個變化的起因為何?                                                                                                  |
| 意識           | 大腦的經驗、認知、覺醒、意識，注意力...等是什麼?是否存在意識難題（hard problem of consciousness）?如果存在，該如何解決?意識有什麼樣的功能?                                                   |
| 性的演化       | 有性繁殖有何天擇優勢?它又是如何發展出來的? |
| 外星生命       | 是否其他星球也有生命?這些生命是否也有智慧? |
| 非洲的仙女環   | 仙女環的形成機制有很多的討論。研究表示有些可以用Psammotermes allocerus這種白蟻的活動解釋，然而目前沒有理論能解釋所有的仙女環。                                                               |
| 造癭昆蟲       | 對於造癭昆蟲如何促使植物產生癭，目前仍所知甚少，雖然有多個演化假說。化學、力學和病毒觸發機制都曾被討論過。造癭昆蟲是個功能群，有至少七個獨立發生事件，因此觸發機制可能不同種類也有所不同。   |
| 糖原體         | 這個結構的功能仍是未知的。 |
| 高爾基體       | 細胞學說裡，蛋白質通過高爾基體的傳輸機制為何? |
| 雙髻鯊         | 對於牠們如此獨特的頭部結構，目前仍未有解釋。 |
| 歸巢           | 對於歸巢的神經生物學機制目前仍未有令人滿意的解釋。 |
| 初古菌         | 牠們的代謝過程至今尚不清楚。 |
| 緯度多樣性梯度 | 為何生物多樣性自兩極向赤道增加? |
| 鎧甲動物門     | 這個門裡有至少100個物種還沒被記錄，而且牠們在化石記錄上也極少出現。 |
| 生命起源       | 地球上的生命的確切起源時間與出現方式為何? |
| 浮游生物悖論   | 高度多樣性的浮游生物似乎違反了競爭排斥原理。 |

## 参阅
- 未解决的神经科学问题